# Kill to Survive
| Recensione | Giudizio |
| ---------- | -------- |
| AllMusic   | [ 1 ]    |

Kill to Survive è il primo album pubblicato dalla band statunitense Meliah Rage nel 1988.

## Tracce
1. Beginning of the End – 3:01 (Anthony Nichols)
2. Bates Motel – 3:52 (Anthony Nichols)
3. Meliah Rage – 7:06
4. Deadly Existence – 4:40
5. Enter the Darkness – 4:17 (Stuart Dowie)
6. Impaling Doom – 5:07
7. The Pack – 6:32 (Jim Koury)

Durata totale: 34:35

## Formazione
- Mike Munro – voce, cori
- Anthony Nichols – chitarra
- Jim Koury – chitarra
- Jesse Johnson – basso
- Stuart Dowie – batteria, cori
- Alec Dowie – cori
- Bob Mayo – cori
- Steve Repucci – cori
- Glen Rice – cori